# Egnatius apicalis
Egnatius apicalis är en insektsart som beskrevs av Carl Stål 1876. Egnatius apicalis ingår i släktet Egnatius och familjen gräshoppor. Inga underarter finns listade i Catalogue of Life.